# Ocilis
Ocilis o Occilis fou una ciutat celtibera de la península Ibèrica que correspon a la moderna Medinaceli a Sòria, a la vall del riu Jalón
L'esmenta per primer cop Apià a les "Guerres Ibèriques" el 153 aC que diu que estava sotmesa pels romans que hi tenien els queviures i els diners però que llavors es va passar als celtibers i el cònsol Quint Fulvi Nobilior no va poder passar-hi l'hivern. L'any següent Claudi Marcel, el successor de Nobilior, va establir el seu campament davant Ocilis, a la que va sotmetre altre cop; va perdonar als habitants que van entregar ostatges i una multa de 30 talents de plata. Fou part de la província Citerior, convent jurídic Caesaragustanus, i després de la Tarraconense
Sota els romans s'hi va construir una muralla. Les cases principals tenien mosaics i l'urbanisme estava ben traçat. Fou ciutat de dret llatí a partir del 74 i els seus ciutadans foren adscrits a la tribu Quirina.
A l'Itinerari d'Antoní hi passava una via romana que comunicava Caesar Augusta i Emerita Augusta. De la ciutat romana queden molt poques restes (algun tros de la muralla i l'Arc de Triomf del temps de Domicià conegut com a Arc de Medinaceli) i s'han trobar només algunes monedes i ceràmiques. Al final de l'època romana fou abandonada a causa de les invasions dels pobles bàrbars. Va ressorgir després sota els musulmans com Madina Salim. Les restes de la ciutat romana són conegudes com a Vila Vella (Villa Vieja) i ocupen un pujol al sud-oest de la moderna ciutat.